# Sri Lanka International Challenge 2025
Die Sri Lanka International Challenge 2025 im Badminton fand vom 25. Februar bis zum 2. März 2025 in Colombo statt.

## Sieger und Platzierte
| Disziplin    | Gold                                    | Silber                                | Bronze                                       |
| ------------ | --------------------------------------- | ------------------------------------- | -------------------------------------------- |
| Herreneinzel | Sholeh Aidil                            | Pranay Katta                          | Viren Nettasinghe                            |
| Herreneinzel | Sholeh Aidil                            | Pranay Katta                          | Prahdiska Bagas SHhujiwo                     |
| Dameneinzel  | Manami Suizu                            | Adita Rao                             | Lalinrat Chaiwan                             |
| Dameneinzel  | Manami Suizu                            | Adita Rao                             | Shreya Lele                                  |
| Herrendoppel | Raymond Indra Nikolaus Joaquin          | Lin Chia-yen Lin Yong-sheng           | Boon Xin Yua Lee Yi Bo                       |
| Herrendoppel | Raymond Indra Nikolaus Joaquin          | Lin Chia-yen Lin Yong-sheng           | Pharanyu Kaosamaang Tanadon Punpanich        |
| Damendoppel  | Hina Osawa Akari Sato                   | Tidapron Kleebyeesun Nattamon Laisuan | Velisha Christina Lanny Tria Mayasari        |
| Damendoppel  | Hina Osawa Akari Sato                   | Tidapron Kleebyeesun Nattamon Laisuan | Isyana Syahira Meida Rinjani Kwinara Nastine |
| Mixed        | Bobby Setiabudi Melati Daeva Oktavianti | Yuta Watanabe Maya Taguchi            | Nikolaus Joaquin Siti Sarah Azzahra          |
| Mixed        | Bobby Setiabudi Melati Daeva Oktavianti | Yuta Watanabe Maya Taguchi            | Raymond Indra Rinjani Kwinara Nastine        |